# 兜造り

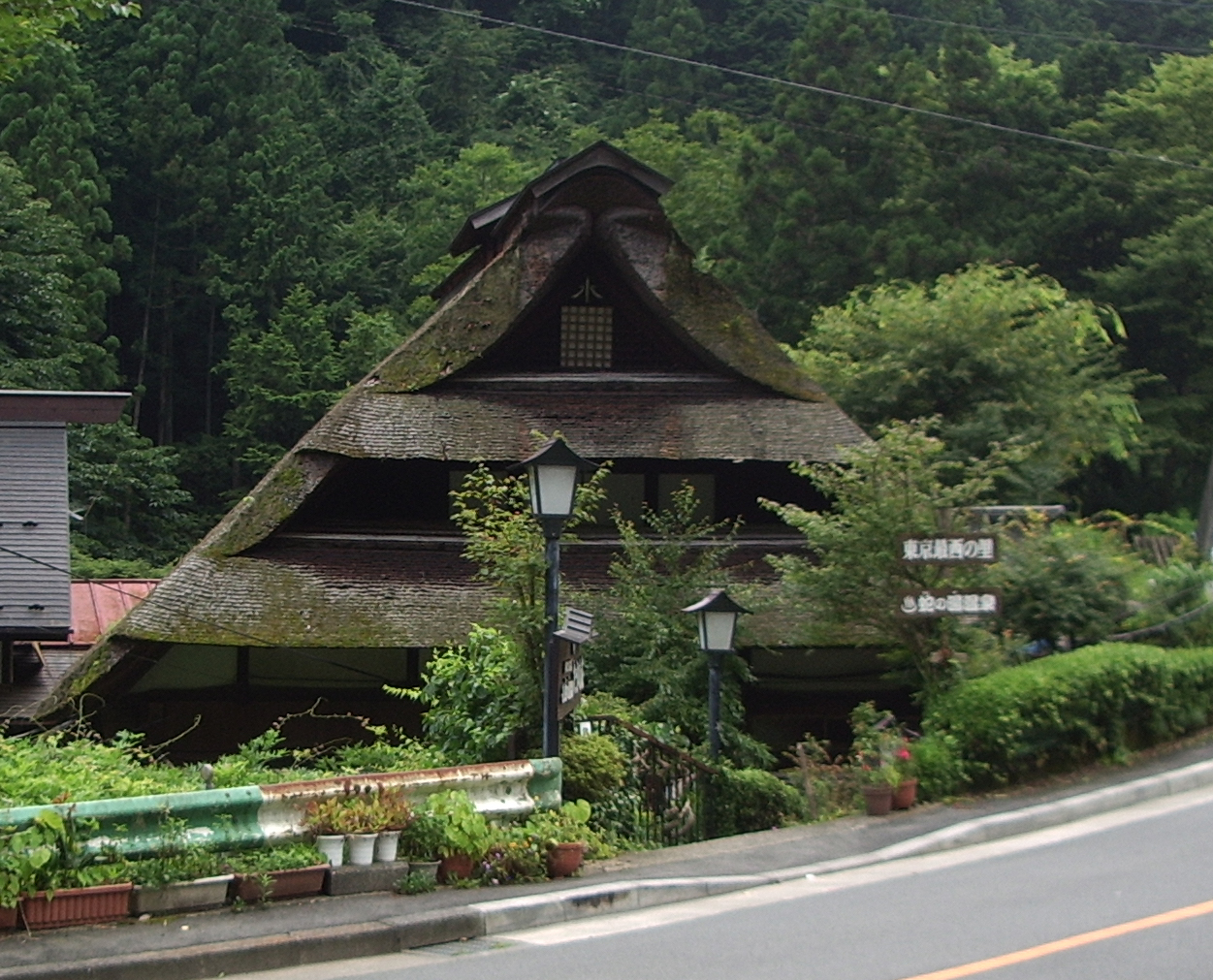
兜造りの古民家（東京都檜原村）

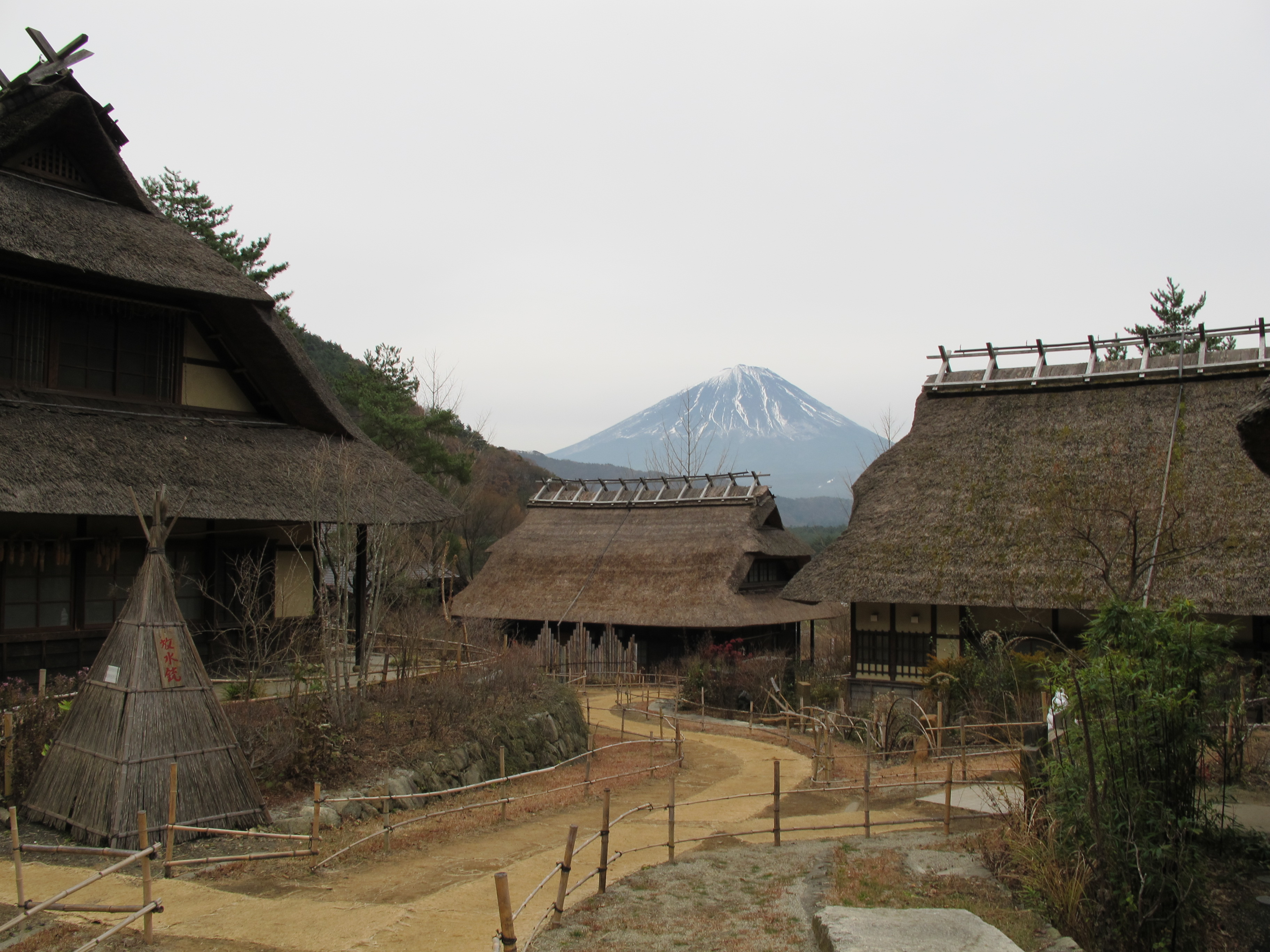
山梨県富士河口湖町、「西湖いやしの里根場」に再現された兜造りの古民家群

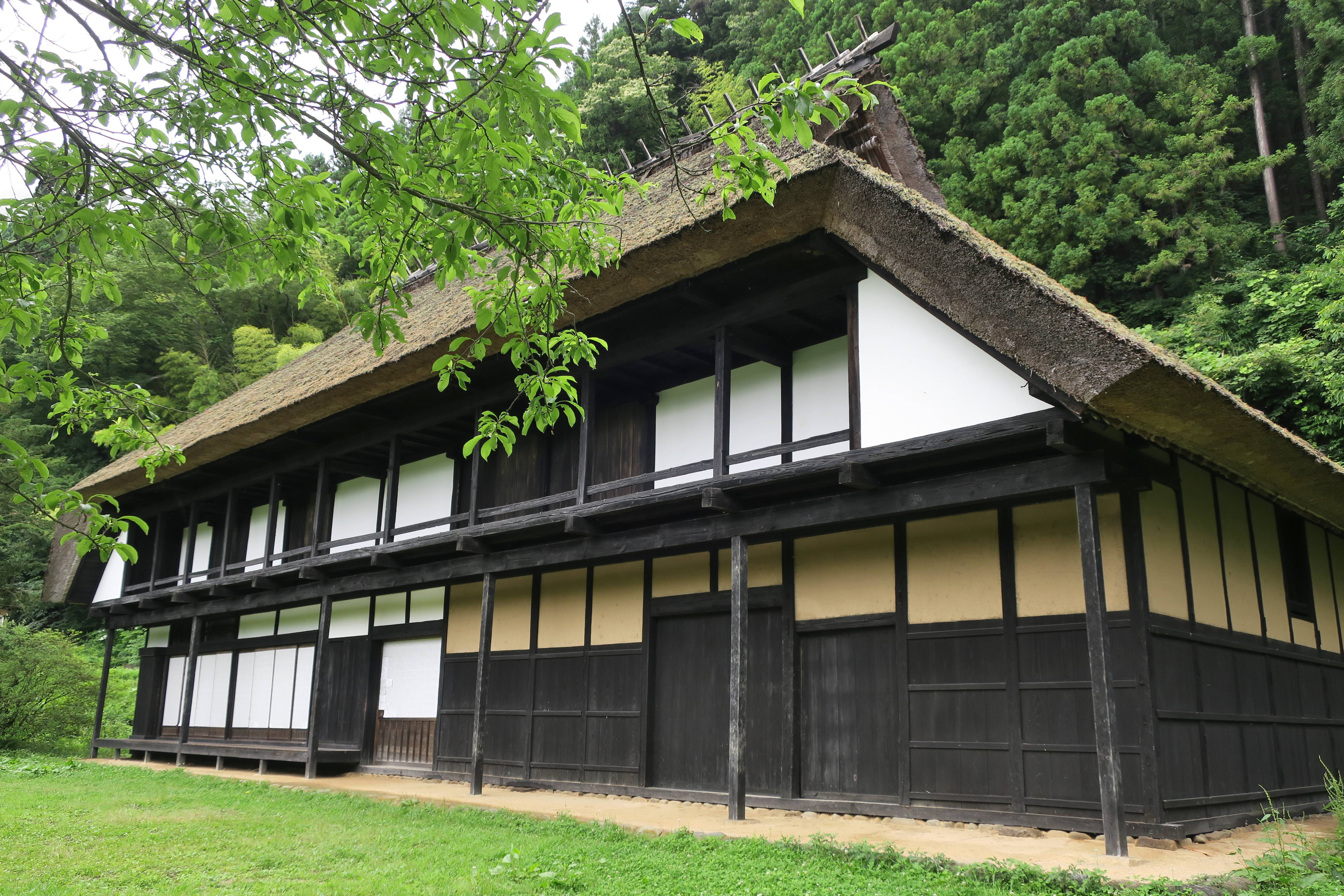
前兜造りの古民家（群馬県吾妻郡中之条町、国指定重要文化財　富沢家住宅）

兜造り（かぶとづくり）は、日本の民家における屋根形式の一つである。かつて日本の武士が用いた兜に似ていることから名付けられた。

## 解説
基本的には寄棟造あるいは入母屋造の屋根のうち、妻側の屋根を切り上げた形式で、東日本各地に分布する。めずらしい例では妻側ではなく平側を切り上げた形式もあり、こちらは「平兜造り（ひらかぶとづくり）、または前兜造り（まえかぶとづくり）」と呼ばれる。屋根を切り上げるのは、上層部分に外光を取り入れ通風を図るためであり、江戸時代中期以降に盛んになった養蚕の便宜を図るためである。
前兜造りは、18世紀中期ごろから明治中期にかけて群馬県吾妻郡、特に中之条町を中心に集中して見受けられる形式で、他の地域で類例を見ない独特の形式である。中之条町大道の富沢家住宅は国の重要文化財に指定されている。